# Tractat de Perpinyà (1351)
El Tractat de Perpinyà del 1351 fou un acord entre la República de Venècia i la Corona d'Aragó per lluitar contra la República de Gènova en la Guerra veneciano-genovesa.
Des de 1348 la República de Gènova estava en guerra amb l'emperador romà d'Orient Joan VI Cantacuzè a Gàlata i Quíos, i el 1350 es va trobar en guerra amb la República de Venècia, que tracten d'eliminar l'activitat mercantil de Gènova a la Mediterrània oriental. Com Gènova havia ajudat els adversaris de la Corona d'Aragó a Sardenya, Pere el Cerimoniós va entrar a la guerra del costat de Venècia i de l'Imperi Romà d'Orient. Gènova es va veure forçada a una aliança amb l'Imperi Otomà i fins i tot van assaltar Constantinoble.
L'any 1350, emissaris del dux de Venècia van proposar una confederació s Pere el Cerimoniós contra Gènova, i els genovesos, coneixedors de l'oferta dels venecians es van presentar immediatament davant del rei per oferir-li la confirmació de la pau que es va signar el 1336. El 16 de gener de 1351, un tractat va ser signat a Perpinyà entre la República i la Corona d'Aragó "per la confusió, la destrucció i l'extermini final dels genovesos.", pel que la Corona d'Aragó comandaria les accions a la Mediterrània occidental i la República de Venècia a l'oriental, de manera que la Corona d'Aragó va participar en la Guerra veneciano-genovesa.